# Gran Sello de los Estados Confederados de América

Sello de los Estados Confederados de América.

El Gran Sello de los Estados Confederados de América o Sello Confederado era el sello del gobierno federal que se otorgaron los once estados que votaron a favor de la secesión de los Estados Unidos, dando lugar a la guerra civil estadounidense.

## Descripción
El sello muestra a George Washington a caballo, en la misma posición que una estatua de él en Richmond, Virginia. 
Washington está rodeado con una guirnalda, hecha de algunos de los principales productos agrícolas de los Estados Confederados: trigo, maíz, tabaco, algodón, arroz y caña de azúcar.
El margen del sello ofrece las palabras «The Confederate States of America: 22 February 1862» (Los Estados Confederados de América: 22 de febrero de 1862) y el lema nacional «Deo Vindice» (Por la gracia de Dios).
La fecha en el sello representa la toma de posesión de Jefferson Davis tras las primeras elecciones generales de la Confederación, además de ser también el aniversario del nacimiento de Washington. 
El diseño final del sello fue aprobado el 30 de abril de 1863. No se llegó a tallar hasta poco antes de la rendición de la Confederación y, al parecer, nunca fue utilizado en ningún elemento oficial.